# Carole Thibaut
 (mars 2025).
Carole Thibaut, née le 5 juillet 1969 en Lorraine est une autrice, metteuse en scène et comédienne. Elle dirige, depuis janvier 2016, le théâtre des Îlets, Centre dramatique national de Montluçon.

## Biographie
Carole Thibaut est née à Longwy en 1969 d'un père originaire de cette même ville ; né en 1942, il travaille dans la vallée de la Chiers aux Aciéries, une histoire dont elle fera récit dans Longwy Texas. De 1987 à 1991, tout en commençant sa carrière de comédienne dans des compagnies en Bourgogne, elle suit des cours d'art dramatique au centre dramatique national de Dijon et au conservatoire de Dijon et des études de lettres et de philosophie à l'Université de Bourgogne (Université Bourgogne Europe). Elle poursuit sa formation, en 1992, à l'École nationale supérieure des arts et techniques du théâtre (ENSATT) à Paris et, en 1995, à La Femis où elle suit pendant un ans des cours de scénario. Elle débute la mise en scène en 1994 avec Caligula d'Albert Camus et elle crée la Compagnie Sambre.
De 1997 à 2001, à sa sortie de l'ENSATT, elle dirige le théâtre Jean-Marais de Saint-Gratien, où la Compagnie Sambre est en résidence. Elle y crée une programmation régulière, y accueille des compagnies émergentes en résidence, mène un important travail sur le territoire auprès de la population et avec les écoles et associations.
A partir de 2001 elle est accueillie en résidence avec sa compagnie à l’Espace Germinal à Fosses (Val-d’Oise). De 2001 à 2015 elle va développer son travail de création en lien étroit avec des aventures artistiques menées avec les habitant.e.s de la banlieue parisienne, notamment des femmes et des jeunes gens des cités de l’Est-Val-d’Oise, comme à Villiers-le-Bel (à l'invitation de ACTA-Cie Agnès Desfosses ), à Sarcelles, Garges-lès-Gonesse, Gonesse, etc.
Elle est artiste associée de la saison 2007-08 au théâtre de l'Est parisien.
Elle s’associe ensuite à Confluences Paris 20e dont elle devient directrice artistique de 2010 à 2015 et où elle crée des événements comme Les rencontres de la genre humaine en 2009 ou L'Habitude de la liberté, marathon lecture de 24 heures porté par 72 autrices, en 2013, qu'elle imagine afin de dénoncer l'invisibilisation des autrices de théâtre, marathon-lectures qui sera organisé également en Belgique par Céline Delbecq à Bruxelles à l'Atelier 210 l'année suivante et qui inspirera Les Intrépides, manifestation organisée chaque année depuis 2015 au festival d'Avignon par la SACD.
Comédienne de formation, Carole Thibaut commence par jouer dans des spectacles créés par d'autres. En 1994, elle crée la Compagnie Sambre avec laquelle elle commence par mettre en scène des œuvres d’autres auteurs et autrices, classiques et contemporaines... Puis, à partir de 2006, elle met en scène ses propres textes.
Elle poursuit sa carrière de comédienne, au théâtre, dans près d'une trentaine de spectacles, notamment avec la Compagnie Sambre. Au cinéma elle a joué dans 18 Ans après de Coline Serreau, dans Ma caméra et moi de Christophe Loizillon.
Le 1er juin 2015, Carole Thibaut est nommée directrice du CDN de Montluçon-Auvergne, dans l'Allier, fonction qu'elle assure à partir de janvier 2016.
Le 17 juillet 2015, la ministre de la Culture et de la Communication Fleur Pellerin la nomme chevalière de l'ordre des Arts et des Lettres. En juin 2023 elle est élevée au rang de chevalier de l'Ordre National du Mériteet en juillet 2023 reçoit la médaille de la ville de Montluçon.
De 2017 à 2019, Carole Thibaut est vice-présidente de l'Association des centres dramatiques nationaux et régionaux.
Artiste engagée, Carole Thibaut milite notamment pour l’égalité des femmes et des hommes. Elle a ainsi participé à la fondation du mouvement HF – égalité hommes/femmes dans les arts et la culture. Se réclamant de la pensée de Françoise Héritier, elle a pris la parole dans divers médias pour sensibiliser le public français au sujet des représentations sexistes dans le spectacle vivant ainsi que de l'effacement spécifique des autrices de la mémoire collective,. Elle intervient deux fois au Festival d'Avignon pour dénoncer la faible place occupée par les femmes dans le théâtre : la première fois en 2016, invitée à s'exprimer sur l'exclusion des autrices par Thomas Jolly au jardin Ceccano ; puis en 2018, invitée au même endroit par David Bobée dans son feuilleton théâtral parodique Mesdames, Messieurs et le reste du monde, où elle a pris la parole à la suite de l'intervention de Gerty Dambury du collectif Décoloniser les arts. Lors de cette seconde intervention, elle refuse un faux Molière et déplore avec colère, calculs personnels et rapport 2018 du HCE sur les arts et la culture en France à l'appui, qu'aucune amélioration de la représentation des femmes au Festival d'Avignon ni dans le milieu français du spectacle vivant n'a été rendue effective depuis son premier discours, alors que le thème de l'année 2018 était le genre et que l'organisateur et metteur en scène Olivier Py avait annoncé une quasi-parité. En août 2018, elle est alors invitée aux côtés de Reine Prat, autrice des rapports de 2006 et 2009 pour l’égalité des femmes et des hommes dans les arts du spectacle commandités par le ministère de la Culture, au micro de Romain de Becdelievre pour une émission radiophonique intitulée Inégalités femme/homme dans le spectacle vivant : rien ne change ? sur France Culture.

## Écrits, mises en scène, rôles
- 1994 : Caligula d’Albert Camus mise en scène, Théâtre 347
- 1996 : Mademoiselle Julie d'August Strindberg mise en scène, Théâtre de Saint Gratien
- 1997 : Liaison dangereuse, texte d’après Laclos, mise en scène, Théâtre de Saint Gratien et tournée
- 1998 : Le Misanthrope de Molière, mise en scène, Théâtre de Saint Gratien
- 2000 : L'Envers des sens, texte d’après Les jeux de l’orgueil de Claude Sadut, mise en scène de Jacques Descorde, jeu, Théâtre de Saint Gratien et tournée
- 2001: Van Gogh, adaptation des correspondances de Vincent Van Gogh mise en scène, Théâtre de Saint Gratien, tournée
- 2003 : Six hommes grimpent sur la colline De Gilles Granouillet mise en scène, Théâtre de Saint Victor sur Loire et tournée
- 2004 : Puisque tu es des miens de Daniel Keene, mise en scène, Théâtre de Fosses et tournée
- 2001 : Ici aujourd’hui montage de 4 pièces courtes de Daniel Keene, Fabienne Rouby, Gilles Granouillet, Anne Brigitte Kern, mise en scène et jeu, Théâtre de Fosses et tournée
- 2006 : Avec le couteau le pain, texte, mise en scène, Théâtre de Fosses - tournée
- 2007 : Immortelle Exception, texte, mise en scène, Théâtre du Lavoir Moderne Parisien
- 2008 : Faut-il laisser les vieux pères manger seuls aux comptoirs des bars, texte et mise en scène, Théâtre de l'Est Parisien
- 2009 : Fantaisies - L’idéal féminin n’est plus ce qu’il était, texte, mise en scène et jeu, Confluences et tournée
- 2010 : Été, texte, mise en scène, Étoile du Nord
- 2011 : Les Petites Empêchées, texte, mise en scène, Théâtre de l'Est parisien
- 2012 : L'Enfant, drame rural, texte et mise en scène, théâtre De la Tempête et tournée
- 2014 : Une liaison contemporaine, installation numérique immersive, écriture, conception et réalisation, en collaboration avec Le Collectif In Vivo  Centre Culturel d'Enghien, Théâtre des Ilets - CDN de Montluçon,Maison des métallos, La Chartreuse, Centre National des Ecritures du Spectacle, Festival d'Avignon 2015, ...
- 2014 : Printemps, écriture et mise en scène, pour la troisième année des étudiant.e.s de l'ENSATT. ENSATT
- 2015 : Monkey Money, texte et mise en scène, Théâtre du Nord - Cdn de Lille-Tourcoing, Maison des Metallos, théâtre des Célestins à Lyon et tournée
- 2016 : Longwy Texas[26],[27], texte et interprétation, Scène Nationale Le Carreau à Forbach, Théâtre des Ilets - CDN de Montluçon, Théâtre du Rond Point, tournée, Maison des métallos, Paris[28], au Théâtre de la Bastille
- 2016 : À plates coutures, texte, mise en scène de Claudine Van Beneden
- 2017 : Les Variations amoureuses, texte et mise en scène, théâtre des îlets - CDN de Montluçon et tournée
- 2018 : La Petite fille qui disait non texte et mise en scène, Théâtre des Ilets - Cdn de Montluçon et tournée
- 2019 : Les Bouillonnantes commande d’écriture à Nadège Prugnard et Koffi Kwahule, mise en scène, Jeu (avec Nadège Prugnard et Valèrie Schwarcz, musique de Camille Rocailleux, Théâtre des Ilets et tournée
- 2020 : Faut-il laisser les vieux pères manger seuls aux comptoirs des bars texte, jeu (avec Valérie Schwarcz, Olivier Perrier, Mohamed Rouabhi) et mise en scène, Théâtre des Ilets - Cdn de Montluçon et tournée
- 2022 : Un Siècle, Vie et Mort de Galia Libertad[29],[30],[31],[32],[33],[34]texte et mise en scène, créée au Théâtre des Ilets - CDN de Montluçon, jouée en tournée, ainsi qu'au Théâtre de la Cité Internationale à Paris en 2022 et au Théâtre de la Tempête à Paris en 2024
- 2023 : Ex Machina[35],[36],[37], texte et mise en scène, créée au Théâtre des Ilets - CDN de Montluçon, jouée en tournée, ainsi qu'aux Plateaux sauvages à Paris en 2023 et au Théâtre de la Bastille[38] à Paris en 2024

### Publications
- Eté, Éd. Carnières-Morlanwelz (Belgique) : Lansman éditeur , 2008, 63 p.
- Faut-il laisser les vieux pères manger seuls aux comptoirs des bars Éd.: Carnières-Morlanwelz : Lansman, 2008 68 p.
- Avec le couteau le pain, Éd. Carnières-Morlanwelz (Belgique) : Lansman, 2010, 58 p.
- Fantaisies, l'idéal féminin n'est plus ce qu'il était Édition : Carnières : Lansman , 2010 46 p.
- Moscou la rouge, krasnaya Moskva Éd.  [Paris], TriArtis, 2011, 61 p.
- L'Enfant - Drame rural : Lansman éditeur, 2012, 92 p.
- PrintempS Éd. Lansman, 2014 104 p.
- À plates coutures Éd. Carnières-Morlanwelz (Belgique) : Lansman  , 2015, 60 p.
- Monkey money Édition : Carnières-Morlanwelz (Belgique) : Lansman éditeur , 2015, 95 p.
- Variations amoureuses (autour de la pièce de Musset, On ne badine pas avec l'amour). Éd. Carnières-Morlanwelz (Belgique) : Lansman, 2017, 49 p.
- La petite fille qui disait non Éd. Paris l'École des loisirs, 2018, 78 p.
- Fantaisies, l'idéal féminin n'est plus ce qu'il était Édition : Carnières : Lansman , 2019 96 p.
- Un Siècle, Vie et Mort de Galia Libertad Édition : Carnières-Morlanwelz (Belgique) : Lansman éditeur , 2022, 104 p.
- Ex Machina & Longwy Texas Lansman, 2023, 76 p.
- Pour Chantal Goya, article dans la revue Nectart[39] où Carole Thibaut dit ce qu'est l'art pour elle : "L’art n’agit pas sur le monde. Il fait mieux. Il met en acte l’humain. Il l’agit au plus profond.C’est une question de rencontre, de moment, d’heure propice et hasardeuse où quelque chose peut advenir en vous de la rencontre."

## Distinctions

### Décorations
- Chevalier de l'ordre national du Mérite par décret du 21 mai 2021[40]
- Chevalier de l'ordre des Arts et des Lettres par arrêté du 17 juillet 2015[41]

### Récompenses
- 2009 : Prix SACD Prix Nouveau Talent Théâtre
- 2008 : 8e Prix d'écriture théâtrale de Guérande pour Été[42]
- 2008 : Lauréate des Journées de Lyon des Auteurs de Théâtre pour Été
- 2011 : Prix Durance Beaumarchais SACD-Grignan pour Moscou la Rouge[43]